# 젊은 수리단
젊은 수리 중앙동맹(핀란드어: Nuorten Kotkien Keskusliitto 누오르텐 코트키엔 케스쿠슬리토[*]), 통칭 젊은 수리단(핀란드어: Nuoret Kotkat 누오레트 코트카트[*])은 핀란드 사회민주당의 청소년단체다. 국제송골매운동에 속해 있으며, 1943년 스웨덴의 사례를 전범삼아 출범했다. 당시 전세계적으로 유행하던 스카우트 운동에서 여러 가지 요소를 빌어왔다. 원래 이름은 붉은 송골매단(독일어: Rote Falken, 핀란드어: Punaiset Haukat 푸나이세트 하우카트[*])이었는데, 막심 고리키의 작품 제목에서 따온 것이었다.
핀란드 전쟁책임 재판 당시 우파 계열 스카우트와 함께 위리외 킬펠래이넨의 지도 아래 타자 등 사무 잡무를 보조한 것이 첫 번째 가시적인 사회참여 사례였다. 